# Louis Quesnel
Pour les articles homonymes, voir Quesnel.
Marie-Joseph-Louis Quesnel est un avocat et homme politique français né le 25 mars 1868 à Baons-le-Comte (Seine-Maritime) et mort le 14 avril 1950 à Baons-le-Comte.

## Biographie

### Jeunesse et études
D'une très ancienne famille de Normandie, impliquée dans le négoce et l'armement à Rouen et au Havre, Louis Quesnel est le fils d'Henri Quesnel, propriétaire du château de Baons-le-Comte et maire de Baons-le-Comte, et le neveu d'Augustin Pouyer-Quertier.
Il suit ses études au collège Stanislas à Paris, puis à l'École libre des sciences politiques et à la faculté de droit de Paris. Il s'inscrit comme avocat au barreau de Paris en 1890.

### Parcours professionnel
Il séjourne plusieurs années en Allemagne et en Angleterre, effectuant notamment à des missions pour le Musée social, et prend part à la mission envoyée en Allemagne sous la direction de Georges Blondel pour y étudier les questions industrielles et rurales en 1895. Intéressé aux questions agricoles, il devient secrétaire adjoint de la Société des agriculteurs de France.
Il hérite du château de Baons-le-Comte à la mort de son père. Il était également propriétaire d'un hôtel particulier dans le 7e arrondissement de Paris.
Il est député de la Seine-Inférieure de 1900 à 1902, de 1905 à 1912, puis de 1928 à 1936. Sénateur de la Seine-Inférieure de 1912 à 1927, il fut secrétaire du Sénat de 1914 à 1919.
Mobilisé lors de la Première Guerre mondiale en août 1914, il est nommé capitaine d'infanterie territoriale en mai 1915.
Il est nommé chevalier de la Légion d'honneur le 25 décembre 1916. Démobilisé le 15 mars 1919, il reçoit la Croix de guerre.
Il est président du syndicat agricole d'Yerville et président d'honneur de l'Association des anciens combattants de la Grande Guerre pour le canton d'Yerville.
Il est le gendre du colonel de Bange.

## Distinctions
- Chevalier de la Légion d'honneur (25 décembre 1916)
- Croix de guerre 1914–1918

## Sources
- « Louis Quesnel », dans le Dictionnaire des parlementaires français (1889-1940), sous la direction de Jean Jolly, PUF, 1960 [détail de l’édition]
- Jean-Pierre Chaline, Dictionnaire des parlementaires de Haute-Normandie sous la Troisième République, 1871-1940, Publications de l'Université de Rouen et du Havre, 2000.
- Dictionnaire national des contemporains : contenant les notices des membres de l'Institut de France, du gouvernement et du parlement français, de l'Académie de médecine… Tome 3 / sous la dir. de C.-E. Curinier, 1899-1919.
- « Les élections sénatoriales : Les candidats », Journal de Rouen, no 8,‎ 8 janvier 1920, p. 1 col. 3-4 (lire en ligne, consulté le 5 février 2022).